# 야마모토 간스케

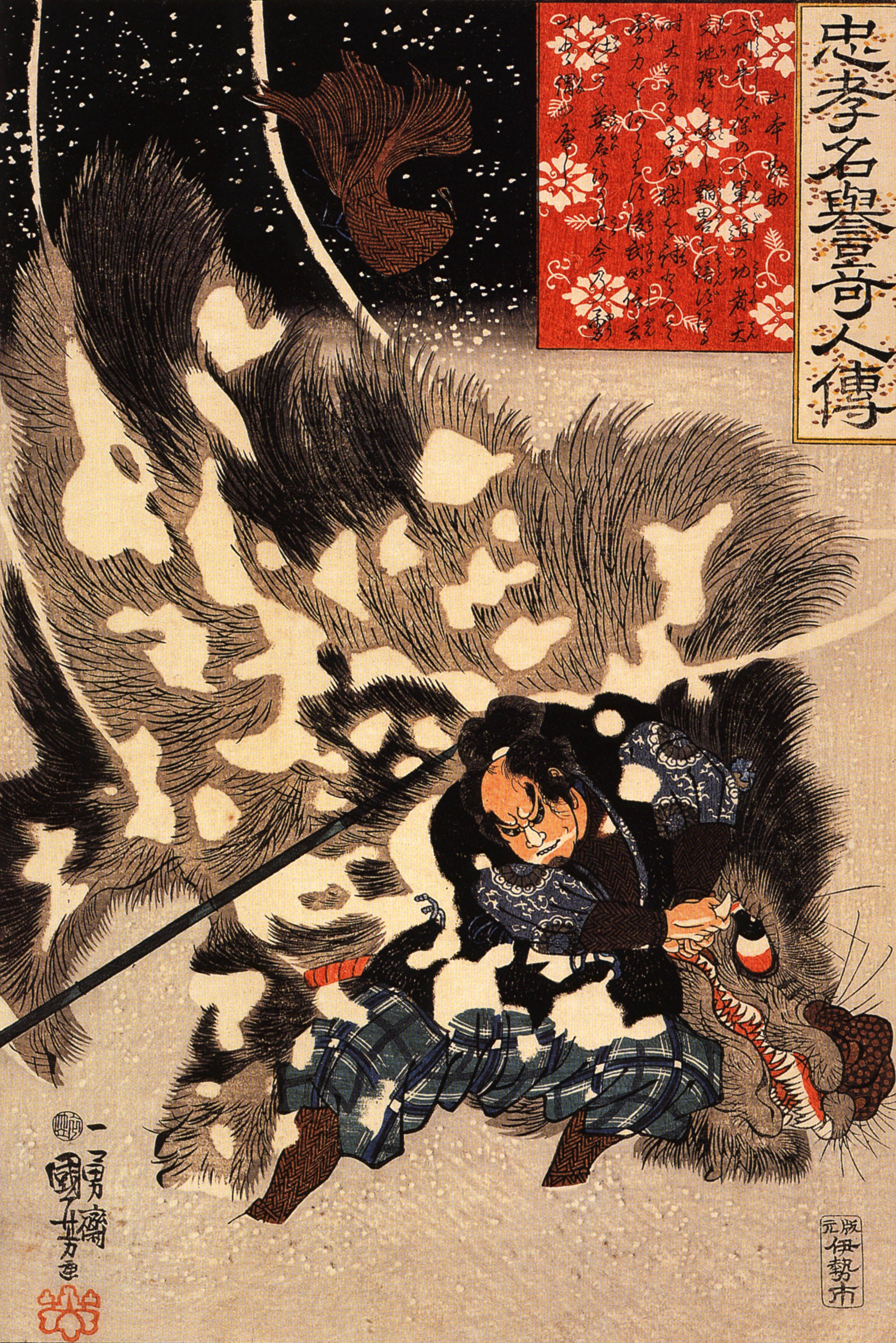
야마모토 간스케

야마모토 간스케(일본어: 山本勘助)는 센고쿠 시대의 무장이다. 《고료군칸(甲陽軍鑑)》에서는 이름을 간스케(勘介), 휘(諱)는 하루유키(晴幸)로, 출가 후 도키사이(道鬼斎)라고 칭했다고 하였으나, 문서상으로 확인된 것은 없다. 에도 시대(근세)에는 다케다 24장(將)에 포함되어, 다케다 집안의 다섯 명신의 한 사람으로도 알려졌으며 특히 다케다 신겐의 전설적인 군사(軍師)로서의 인물상이 일본의 고전 및 민간예술을 통해 일반적으로 퍼지게 되었다.
야마모토 간스케의 이름은 《고료군칸》 및 그 영향 아래 제작된 근세의 많은 편찬물에 등장하지만, 당대의 문서에서는 일체 그 존재가 확인되지 않아서 그 실존 여부에 의문이 제기되기도 했지만, 최근 야마모토 간스케로 비정될 만한 '야마모토 간스케(山本菅助)'의 존재가 여러 문서를 통해 확인되었다. 생존 연대는 《고료군칸》에는 1493년에서 1561년이라고 하였다. 태어난 해는 묘오 9년(1500년) 또는 분키(文亀) 원년(1501년)설도 있다. 사망한 것은 서기 1561년 9월 10일의 가와나카지마 전투(川中島の戦い)에서였다.

## 약력
아래의 간스케의 생애에 대한 기술은 에도 시대 전기에 성립된 《고료군칸》에 기초한 것으로, 야마모토 간스케의 이름은(훗날 발견된 이치카와市河 문서를 제외하고) 《고료군칸》이외의 센고쿠 시대에서 에도 시대 전기의 사료에는 보이지 않는다. 간스케의 생애로 알려진 것들은 전부 《고료군칸》 및 그 영향을 받은 에도 시대의 군담소설에서 비롯된 창작들로 여겨진다. 각지에 전하는 집안 전승이나 전설도 에도 시대에 들어 '다케다 신겐의 군사'로서 유명했던 간스케의 이야기로 후세에 갖다 붙여졌을 가능성이 높으며, 무사시보 벤케이(武蔵坊弁慶)의 사례처럼 영웅담에 속하는 이야기들이 실제 역사적 사실인 것처럼 알려지게 되었다고 한다.

### 출생지
이마가와 집안의 영지인 슨푸 또는 스루가(駿河) 지역 출생으로써 태어나면서부터 몸에 장애가 있었는데 왼쪽 눈이 애꾸였다고 전한다.
《고요군칸》 등에 따르면 미카와국(三河国)의 호이 군(宝飯郡) 우시쿠보(牛窪, 지금의 일본 아이치 현 도요카와 시 우시쿠보쵸牛久保町)에서 태어났다고 한다.
에도 후기에 성립된 가이 국의 지방지 《가이국지》(甲斐国志)에는 간스케가 스루가 국 후지 군(富士郡)의 야마모토(山本, 지금의 시즈오카 현静岡県 후지미야 시富士宮市 야마모토)에서 요시노 사다유키(吉野貞幸)와 안(安) 부부 사이에 셋째 아들로 태어났으며, 미카와 국의 우시쿠보 성(牛窪城) 성주였던 마키노 씨(牧野氏)의 가신(家臣) 오오바야시 간자에몬(大林勘左衛門)의 양자로 들어갔다고 한다. 일본의 NHK 대하드라마 『풍림화산(風林火山)』(2007년)에서도 이 설을 채용하였다. 《가이국지》는 《고요군칸》이나 《호쿠에쓰 군담》(北越軍談)의 기술을 인용한 것으로, 《호쿠에쓰 군담》에서는 야마모토를 아이치 현의 도요타시(豊田市) 데라베(寺部)라고 하였다.
한편 일본 중세사 연구의 제1인자로 꼽히는 일본 시즈오카 대학(静岡大学) 교육학부(教育学部) 교수인 오와다 데쓰오(小和田哲男)에 따르면 이는 신빙성이 낮은데, 《우시쿠보 밀담기》(牛窪密談記)에 처음으로, 지금의 아이치 현 도요바시 시(豊橋市) 가모(賀茂)에 해당하는 미카와 국 하치나 군(八名郡) 가모노무라(加茂村)의 지명이 등장한다.
다케다 하루노부(다케다 신겐) 가신이 되기까지 호조, 이마가와에 사관을 청하였지만 번번이 장애로 인한 생김으로 인해 사관에 실패하였고, 1536년 11월 운노구치(海ノ口) 전투에서 16살의 다케다 신겐의 책략에 패해 죽임을 당하는 것보다 굴욕적인 일을 당한 후에 신겐의 모반이 있은 후에 다케다 신겐의 아버지 노부토라를 이마가와에 동행하는 임무를 맡은 후 이타가키 노부가타의 천거로 인해 신겐의 가신이 되었다. 스와 요리시게를 몰아내고 시나노를 차지하는 책략을 신겐에게 헌책하고 이후 시나노 지방을 공략하는데에 많은 공을 세운다. 사나타 유키타카(사나다 유키무라의 조부)를 천거한 것도 야마모토 간스케였다고 한다.
야마모토 간스케는 다케다 신겐과 전국의 무장에 대해서 이야기를 하였다고 한다. 이 이야기에서 야마모토 간스케는 이마가와 요시모토의 전사를 예측하였다. 몇년 뒤 이마가와 요시모토는 오케하자마 전투에서 패배해 전사하였다.
제 4차 가와나카지마 전투(음력 1561년 9월 10일)에서 기즈즈키(딱따구리)전법을 세워, 군을 둘로 나누어 한 쪽은 산을 올라가 우에스기 군을 기습하고 내려오는 우에스기 군을 본대로 공격해 무너뜨리려고 하나 우에스기 군은 이를 간파하여 본대를 먼저 기습하였다. 간스케는 책략 실패의 책임을 지고 혼전 중에 돌격하여 사망한다.
병법, 축성과 천문에 능통하였다고 한다. 간스케가 만들었다는 견고한 성이 몇 개 남아있다. 또 야마모토 간스케는 바바 노부하루(馬場信春)에게 축성술을 알려주었다고 한다.
하지만 실존이 모호하다는 주장도 있다. 다른 다이묘에게 보낸 서찰에 간스케에 대한 언급이 전혀 없으며 남아있는 자료들이라곤 다케다 집안 내부의 자료나 후세에 의해 창작된 《고요군칸》 뿐인데 《고요군칸》은 역사적인 사료로 사용하기에는 설득력이 다소 떨어진다는 지적이 있어 왔다. 간스케가 직접 보낸 서찰이 발견되어 화제가 되기도 했으나 서찰에서는 간스케가 장교 정도의 위치를 지닌 인물로 나타나 신겐의 책략가이자 군법 스승으로 묘사되는 일반적인 시각과는 다르다.

## 실존을 둘러싼 의혹

### 고요군칸에서의 등장 이후
야마모토 간스케를 군략과 축성에 뛰어난 무장으로 묘사한 최초의 사료는 에도 시대 초기에 성립되었다 여겨지는 《고요군칸》(甲陽軍鑑)으로, 《고요군칸》 속 이미지가 에도 시대에 군담으로써 민간에 널리 퍼져, 여러 가지로 각색되면서 ‘전술의 천재 다케다 신겐을 보좌한 천재적인 군사 야마모토 간스케’라는 인간상을 형성했다.
《고요군칸》(甲陽軍鑑)은 에도 시대 일본에서 병학(군사학)의 성서나 다름없는 지위를 누리며 존중되고 널리 읽혀졌으며, 《고요군칸》의 지위나 인기와 더불어 야마모토 간스케라고 하는 명군사의 이미지 역시 일본 사회에 널리 알려졌다. 그러나, 겐로쿠(元禄) 시대에 작성된 마쓰라 시게노부의 《무공잡기》에는 야마모토 간스케의 아들이 아버지의 업적을 과장하여 띄워 주려는 목적으로 고사카 마사노부의 이야기인 것마냥 꾸며 《고요군칸》이라 이름지은 창작물을 퍼뜨렸다, 고 밝히고 있듯이, 에도 시대 당대에도 《고요군칸》 속 간스케의 이미지상에 대해 의문을 제기하고 위조된 이야기 아니냐고 의심하는 견해가 존재하고 있었다. 야마모토 간스케라고 하는 사람의 존재는 인정하면서도 《고요군칸》은 창작물이고 야마모토 간스케는 《고요군칸》의 설명과 달리 신겐의 군사가 아니라 실제로는 신겐의 가신인 야마가타의 가신, 즉 신겐의 배신(딸린 신하)이라고 설명하고 있다.

### 실증사학의 영향과 이치가와 집안 문서, 마시모 집안 문서의 발견
메이지 시대부터 서구로부터 근대적인 실증주의 역사관이 일본에 들어와 "태평기", "태합기"등의 고전 군담에 대한 사료적인 비판이 일었고, 이런 사료들에 대한 부정으로 이어졌다. 1891년, 당시 도쿄 제국대학의 다나카 요시나리 교수는 논문 『고요군칸고』(甲陽軍鑑考)를 발표, 고요군칸의 사료성을 부정하고 고요군칸에만 등장하는 군사 야마모토 간스케의 실재를 부정하고, 야마나카 마사카케 수하의 신분이 낮은 야마모토 간스케라는 졸개 병사를 모델로 삼았다고 한다. 다나카 교수는 고요군감은 병학자인 아바타 가케노리가 고사카 마사노부(고사카 단조)를 빙자해 만든 창작물이며, 무공잡기의 기술을 근거로서 고요군칸은 간스케의 아들인 간잔파 승려의 메모를 참고하여 쓰여졌으며, 이 승려의 메모상에는 공적과 활약이 너무 부풀려져 있으며 일개 졸개병에 지나지 않았던 간스케가 다케다의 군사로 창작된 것이라고 주장한다.
실증주의 역사학의 대가로 이름높던 다나카 요시나리의 견해와 권위로부터 그의 주장은 다나카 자신의 고등학교 후배이기도 한 와타나베 요스케 교수 등으로부터 지지를 얻었고, 이후 일본 학계에서는 고요군칸을 역사학 논문자료로서 사용하는 것을 꺼리게 되었다. 간스케의 활동은 고사하고 그의 이름 자체가 다른 사료에서 찾아볼 수 없었던 야마모토 간스케는 실존이 사실로 인정되지 않았고, 가공의 인물로 굳어지고 있었다.
그러던 1969년 NHK에서 가와나카지마 전투를 다룬 대하드라마 하늘과 땅과를 시청한 홋카이도 쿠시로 시에 거주하던 시청자가 집안 대대로 소장하고 있던 고문서에서 전국 시대 사람으로 생각되는 야마모토 간스케(山本菅助)의 이름이 적혀있는 한통의 서찰을 찾아내어 감정을 의뢰했고, 문서는 진품으로 확인되었다. 이 시청자의 선조는 신겐이 점령한 시가노의 호족 이치가와 씨로 생각되며, 이 고문서와 서찰은 메이지 시대에 대대손손 전해진 이치가와 문서(대부분은 혼마 미술관 소장)들이 다른 가문으로 넘겨지는 와중에 일부분이 남았다고 여겨진다. 이 서찰의 발견은 그동안 존재가 부정되었던 야마모토 간스케의 존재를 재인식하는 새로운 전기가 마련되었다.
2008년에는 군마 현 안나가 시 모리 후루사토 학습관의 마시모 집안 소장 문서에 대한 조사에서 다케다 집안 관련 문서가 나왔다. 이를 야마모리 현립 박물관에서 재조사하는 과정에서 5점의 야마모토 간스케(山本菅助)의 신문서가 확인되었다. 이 5점의 문서는 야마모토 간스케(山本菅助) 앞으로 보내는 문서가 4통, 간스케 자손의 야마모토계 앞으로 생각되는 2통의 문서가 있어 이치가와문서 이후에 야마모토 간스케 관련 문서로서 주목을 받았으며, 동시에 야마모리 현립 박물관의 조사를 통해 간스케의 자손의 동향도 새롭게 알게 되었다.
이치가와 문서로부터 야마모토 간스케는 시가노, 우에노 방면에서 활약하던 다케다 집안의 가신으로 추정되고 있다(히라가와, 니시가와). 이치가와 문서, 마시타 문서에 나오는 야마모토 간스케(山本菅助)가 고요군칸에 나오는 야마모토 간스케(山本勘助)인지는 학자마다 견해가 달라 일치하지 않고, 일설에는 山勘를 야마칸으로 읽었는데 야마모토 간스케(山本勘助)로 유래되었다는 억측도 존재한다.

## 같이 보기
- 고요군칸
- 가와나카지마 전투
- 야마모토 테츠야